# 进远乡
进远乡，是中华人民共和国广西壮族自治区崇左市天等县下辖的一个乡镇级行政单位。

## 行政区划
进远乡下辖以下地区：
进远村、岩造村、和平村和政洲村。